# Panowie i niewolnicy
Panowie i niewolnicy (port. Casa-grande & senzala) – książka brazylijskiego socjologa, Gilberto Freyrego z 1933 poświęcona stosunkom pomiędzy białymi a Murzynami na plantacji trzciny cukrowej.
Jedna z najważniejszych pozycji nurtu pisarstwa brazylijskiego będąca owocem zainteresowania mieszkańców kraju historią brazylijskich Murzynów i Indian, a także postępującą w Brazylii falą nadawania praw tym grupom ludności. M.in. w konstytucji z 1934 znalazł się punkt o ochronie prawa własności Indian do ziemi, na której zamieszkują. Autor w swoim dziele postawił tezę, że cywilizacja brazylijska jest tworem odrębnym i oryginalnym, który wynikł z dogłębnego zmieszania się kultur i ras: białej, indiańskiej i murzyńskiej. Pozycja wywołała silną dyskusję społeczną.
Tytuł książki jest trudny do przetłumaczenia. Casa grande oznaczała najczęściej dom pana na niewolniczej plantacji trzciny cukrowej, a senzala pomieszczenie dla pracowników przymusowych. Książka była rodzajem studium cywilizacji brazylijskiej, którą silnie definiowała gospodarka cukrowa. Freyre uważał, że senioralna, patriarchalna wspólnota wiejska nie była doskonała, ale ustrzegła Brazylię przed rasizmem. Autor bulwersował czytelników m.in. opisami zwyczajów białych plantatorów, którzy uprawiali seks z czarnymi niewolnicami.